# 沖縄のラーメン文化
沖縄のラーメン文化（おきなわのラーメンぶんか）では主に沖縄県、特に沖縄本島中南部の飲食店で出されるラーメン文化やラーメン事情について解説する。
後述するように2014年現在では、沖縄ラーメンを謳った店舗はあるものの、「沖縄ラーメン」の定義についても確立しておらず、また歴史としても浅いものである。

## 歴史
元来、沖縄の麺文化としては沖縄そばがある（これは日本そばで使われるそば粉ではなく、小麦粉やかん水を使うものである）。
そのためか、沖縄は長い間、独自のラーメン文化が存在しない「ラーメン空白地帯」とされた（独自のラーメン文化やご当地ラーメンがないという意味であり、ラーメン店が存在しなかったわけではない）。
以下は特記無き場合、沖縄本島、特に中南部について記す。
1966年には同県の製パン業者であるオキコが、インスタントラーメンとして『オキコラーメン』を発売。長年沖縄県で親しまれていたが、1998年に一度生産を終了してしまう。
2000年に博多一風堂創業者の河原成美が、新横浜ラーメン博物館の「新・ご当地ラーメン創生計画」の一つとして「沖縄ラーメン」の開発を企画し、そのための店を運営する人物を募集。最終的に当時那覇市で居酒屋を経営していた金城良次が選ばれ、翌2001年に同博物館に『琉球新麺 通堂』を出店した（当初より1年間の限定出店の予定だった）。したがって「沖縄ラーメン」とは言いつつも、実際には沖縄以外の地域で生まれたものが元になっている。
2002年に金城は那覇市に戻り、『琉球新麺 通堂』を改めて開店（現在の同店小禄本店）。これを機会に「通堂」のほか、沖縄にラーメン店が続々と開業した。
2006年には『オキコラーメン』が、根強いファンの要望を受けて復活。ただし往年のスタイルそのままではなく、ミニラーメンとしての復刻となった。
2008年10月には沖縄県内の沖縄ラーメン店10店舗が合同で「らぁ★麺ふぇすた!!」と題したスタンプラリーを実施。同イベントはその後も継続して開催され、2011年の第2回には14店舗、2013年の第3回には23店舗が参加している。
2010年には沖縄のご当地ラーメンを根付かせることを目標として、県内の数店舗によるコラボチーム「琉球麺侍」が発足し、全国のラーメンイベントに精力的に参加している。2015年7月20日には、「琉球麺侍」が監修したカップ麺として『沖縄ちゅら塩らーめん』が東洋水産から発売されている。
2012年には沖縄のタウン情報誌『おきなわ倶楽部』が、同誌の別冊として『沖縄ラーメン大図鑑』を発行。以後、同誌では毎年『大図鑑』を刊行しており、恒例企画となっている。

## 特徴
「沖縄ラーメン」は前述のとおり2000年に意図的に創作されたものであり、2014年現在も歴史が比較的浅いため、特徴と呼べるものは確立していない。
すなわち、前述の「通堂」は沖縄そばと九州ラーメンを組み合わせた豚骨醤油スープに太麺がベースだが、これ以降に開業したほかのラーメン店は各々、オリジナル性を出している。
また、沖縄県物産公社では、沖縄県産の塩を使用したインスタントラーメンを「沖縄ラーメン」の名称で販売しており、2013年にぐるなび/ぐるたびが行った「ご当地ラーメングランプリ2013 | ぐるたび」では、沖縄のご当地ラーメンとしてとんこつ魚介だしを沖縄県産の塩で調味し、軟骨ソーキなどをトッピングしたラーメンがエントリーしている。